# Retroguardia
La retroguardia è un'unità militare posizionata in coda alla colonna di un esercito o di un insieme di forze più ampio che può assolvere a varie funzioni:
- contenere il nemico al momento del ripiegamento per il tempo necessario a svolgere l'operazione;
- mantenere la copertura alle spalle prevenendo attacchi possibili;
- difendere le posizioni di coda in attesa di ripiegamenti o dell'arrivo di nuove forze per rinsaldarle.

Per assolvere a questa funzione una retroguardia è spesso costituita da truppe esperte, in grado di mantenere una forte coesione e un ottimo morale, per evitare una rotta drammatica.

## Altri significati
In senso esteso e fuori dal linguaggio militare indica posizioni di cautela e adatte ad evitare coinvolgimenti o prese di posizione nette.